# Chineater masneri
Chineater masneri là một loài tò vò trong họ Ichneumonidae.